# ريتشارد بيرجمان
ريتشارد بيرجمان (بالألمانية: Richard Bergmann)‏ هو لاعب تنس الطاولة نمساوي، ولد في 10 أبريل 1919 في فيينا في النمسا، وتوفي في 5 أبريل 1970 في واندزورث في المملكة المتحدة.